# Список астероїдів (9601—9700)
| Назва                                | Тимчасове позначення | Дата відкриття    | Місце відкриття                 | Відкривач                                              |
| ------------------------------------ | -------------------- | ----------------- | ------------------------------- | ------------------------------------------------------ |
| (9601) 1991 UE3                      | 1991 UE3             | 18 жовтня 1991    | Обсерваторія Кушіро             | Сейджі Уеда, Хіроші Канеда                             |
| 9602 Оя (Oya)                        | 1991 UU3             | 31 жовтня 1991    | Обсерваторія Кітамі             | Тецуя Фудзі, Кадзуро Ватанабе                          |
| (9603) 1991 VG2                      | 1991 VG2             | 9 листопада 1991  | Обсерваторія Кушіро             | Сейджі Уеда, Хіроші Канеда                             |
| 9604 Беллеванзуйлен (Bellevanzuylen) | 1991 YW              | 30 грудня 1991    | Обсерваторія Верхнього Провансу | Ерік Вальтер Ельст                                     |
| (9605) 1992 AP3                      | 1992 AP3             | 11 січня 1992     | Мерида (Венесуела)              | Орландо Наранхо                                        |
| (9606) 1992 BZ                       | 1992 BZ              | 28 січня 1992     | Обсерваторія Кушіро             | Сейджі Уеда, Хіроші Канеда                             |
| (9607) 1992 DS6                      | 1992 DS6             | 29 лютого 1992    | Обсерваторія Ла-Сілья           | UESAC                                                  |
| (9608) 1992 PD2                      | 1992 PD2             | 2 серпня 1992     | Паломарська обсерваторія        | Генрі Гольт                                            |
| 9609 Пономарьовалія (Ponomarevalya)  | 1992 QL2             | 26 серпня 1992    | КрАО                            | Черних Людмила Іванівна                                |
| 9610 Фішер (Vischer)                 | 1992 RQ              | 2 вересня 1992    | Обсерваторія Карла Шварцшильда  | Ф. Бернґен, Лутц Шмадель                               |
| 9611 Анук (Anouck)                   | 1992 RF7             | 2 вересня 1992    | Обсерваторія Ла-Сілья           | Ерік Вальтер Ельст                                     |
| 9612 Бєлгород (Belgorod)             | 1992 RT7             | 4 вересня 1992    | КрАО                            | Журавльова Людмила Василівна                           |
| (9613) 1993 BN3                      | 1993 BN3             | 26 січня 1993     | Обсерваторія Кітт-Пік           | Томас Балонек                                          |
| 9614 Кюв'є (Cuvier)                  | 1993 BQ4             | 27 січня 1993     | Коссоль                         | Ерік Вальтер Ельст                                     |
| 9615 Гемерейкс (Hemerijckx)          | 1993 BX13            | 23 січня 1993     | Обсерваторія Ла-Сілья           | Ерік Вальтер Ельст                                     |
| (9616) 1993 FR3                      | 1993 FR3             | 21 березня 1993   | Паломарська обсерваторія        | Е. Гелін                                               |
| 9617 Ґрехемчапман (Grahamchapman)    | 1993 FA5             | 17 березня 1993   | Обсерваторія Ла-Сілья           | UESAC                                                  |
| 9618 Джонкліз (Johncleese)           | 1993 FQ8             | 17 березня 1993   | Обсерваторія Ла-Сілья           | UESAC                                                  |
| 9619 Террігілліам (Terrygilliam)     | 1993 FS9             | 17 березня 1993   | Обсерваторія Ла-Сілья           | UESAC                                                  |
| 9620 Ерікайдл (Ericidle)             | 1993 FU13            | 17 березня 1993   | Обсерваторія Ла-Сілья           | UESAC                                                  |
| 9621 Майклпейлін (Michaelpalin)      | 1993 FT26            | 21 березня 1993   | Обсерваторія Ла-Сілья           | UESAC                                                  |
| 9622 Терріджонс (Terryjones)         | 1993 FV26            | 21 березня 1993   | Обсерваторія Ла-Сілья           | UESAC                                                  |
| 9623 Карлссон (Karlsson)             | 1993 FU28            | 21 березня 1993   | Обсерваторія Ла-Сілья           | UESAC                                                  |
| (9624) 1993 FH38                     | 1993 FH38            | 19 березня 1993   | Обсерваторія Ла-Сілья           | UESAC                                                  |
| (9625) 1993 HF                       | 1993 HF              | 16 квітня 1993    | Обсерваторія Кушіро             | Сейджі Уеда, Хіроші Канеда                             |
| 9626 Стенлі (Stanley)                | 1993 JF1             | 14 травня 1993    | Обсерваторія Ла-Сілья           | Ерік Вальтер Ельст                                     |
| (9627) 1993 LU1                      | 1993 LU1             | 15 червня 1993    | Паломарська обсерваторія        | Генрі Гольт                                            |
| 9628 Sendaiotsuna                    | 1993 OB2             | 16 липня 1993     | Паломарська обсерваторія        | Е. Гелін                                               |
| 9629 Сервет (Servet)                 | 1993 PU7             | 15 серпня 1993    | Коссоль                         | Ерік Вальтер Ельст                                     |
| 9630 Кастелліон (Castellion)         | 1993 PW7             | 15 серпня 1993    | Коссоль                         | Ерік Вальтер Ельст                                     |
| 9631 Х'юбертрівз (Hubertreeves)      | 1993 SL6             | 17 вересня 1993   | Обсерваторія Ла-Сілья           | Ерік Вальтер Ельст                                     |
| 9632 Судо (Sudo)                     | 1993 TK3             | 15 жовтня 1993    | Обсерваторія Кітамі             | Кін Ендате, Кадзуро Ватанабе                           |
| 9633 Котур (Cotur)                   | 1993 UP8             | 20 жовтня 1993    | Обсерваторія Ла-Сілья           | Ерік Вальтер Ельст                                     |
| (9634) 1993 XB                       | 1993 XB              | 4 грудня 1993     | Фарра-д'Ізонцо                  | Фарра-д'Ізонцо                                         |
| (9635) 1993 XS                       | 1993 XS              | 9 грудня 1993     | Обсерваторія Ніхондайра         | Такеші Урата                                           |
| (9636) 1993 YO                       | 1993 YO              | 17 грудня 1993    | Фарра-д'Ізонцо                  | Фарра-д'Ізонцо                                         |
| 9637 Перріроуз (Perryrose)           | 1994 PJ2             | 9 серпня 1994     | Паломарська обсерваторія        | Паломарська обсерваторія                               |
| 9638 Фукс (Fuchs)                    | 1994 PO7             | 10 серпня 1994    | Обсерваторія Ла-Сілья           | Ерік Вальтер Ельст                                     |
| 9639 Шерер (Scherer)                 | 1994 PS11            | 10 серпня 1994    | Обсерваторія Ла-Сілья           | Ерік Вальтер Ельст                                     |
| 9640 Ліпенс (Lippens)                | 1994 PP26            | 12 серпня 1994    | Обсерваторія Ла-Сілья           | Ерік Вальтер Ельст                                     |
| 9641 Демазієр (Demaziere)            | 1994 PB30            | 12 серпня 1994    | Обсерваторія Ла-Сілья           | Ерік Вальтер Ельст                                     |
| 9642 Такатахіро (Takatahiro)         | 1994 RU              | 1 вересня 1994    | Обсерваторія Кітамі             | Кін Ендате, Кадзуро Ватанабе                           |
| (9643) 1994 RX                       | 1994 RX              | 2 вересня 1994    | Обсерваторія Наті-Кацуура       | Йошісада Шімідзу, Такеші Урата                         |
| (9644) 1994 WQ3                      | 1994 WQ3             | 26 листопада 1994 | Обсерваторія Наті-Кацуура       | Йошісада Шімідзу, Такеші Урата                         |
| 9645 Ґрюнвальд (Grunewald)           | 1995 AO4             | 5 січня 1995      | Обсерваторія Карла Шварцшильда  | Ф. Бернґен                                             |
| (9646) 1995 BV                       | 1995 BV              | 25 січня 1995     | Обсерваторія Оїдзумі            | Такао Кобаяші                                          |
| (9647) 1995 UM8                      | 1995 UM8             | 27 жовтня 1995    | Обсерваторія Оїдзумі            | Такао Кобаяші                                          |
| 9648 Ґотоугідео (Gotouhideo)         | 1995 UB9             | 30 жовтня 1995    | Касіхара                        | Фуміякі Уто                                            |
| (9649) 1995 XG                       | 1995 XG              | 2 грудня 1995     | Обсерваторія Оїдзумі            | Такао Кобаяші                                          |
| (9650) 1995 YG                       | 1995 YG              | 17 грудня 1995    | Обсерваторія Оїдзумі            | Такао Кобаяші                                          |
| 9651 Арії-СооГоо (Arii-SooHoo)       | 1996 AJ              | 7 січня 1996      | Обсерваторія Галеакала          | AMOS                                                   |
| (9652) 1996 AF2                      | 1996 AF2             | 12 січня 1996     | Обсерваторія Кушіро             | Сейджі Уеда, Хіроші Канеда                             |
| (9653) 1996 AL2                      | 1996 AL2             | 13 січня 1996     | Обсерваторія Ніхондайра         | Такеші Урата                                           |
| (9654) 1996 AQ2                      | 1996 AQ2             | 13 січня 1996     | Обсерваторія Оїдзумі            | Такао Кобаяші                                          |
| (9655) 1996 CH1                      | 1996 CH1             | 11 лютого 1996    | Обсерваторія Оїдзумі            | Такао Кобаяші                                          |
| (9656) 1996 DK1                      | 1996 DK1             | 23 лютого 1996    | Обсерваторія Оїдзумі            | Такао Кобаяші                                          |
| 9657 Учка (Ucka)                     | 1996 DG2             | 24 лютого 1996    | Вішнянська обсерваторія         | Корадо Корлевіч, Дамір Матковіч                        |
| 9658 Імабарі (Imabari)               | 1996 DD3             | 28 лютого 1996    | Обсерваторія Кума Коґен         | Акімаса Накамура                                       |
| (9659) 1996 EJ                       | 1996 EJ              | 10 березня 1996   | Обсерваторія Кушіро             | Сейджі Уеда, Хіроші Канеда                             |
| (9660) 1996 FW4                      | 1996 FW4             | 22 березня 1996   | Обсерваторія Галеакала          | NEAT                                                   |
| 9661 Гоман (Hohmann)                 | 1996 FU13            | 18 березня 1996   | Обсерваторія Кітт-Пік           | Spacewatch                                             |
| 9662 Франкгуббард (Frankhubbard)     | 1996 GS              | 12 квітня 1996    | Прескоттська обсерваторія       | Пол Комба                                              |
| 9663 Звін (Zwin)                     | 1996 GC18            | 15 квітня 1996    | Обсерваторія Ла-Сілья           | Ерік Вальтер Ельст                                     |
| 9664 Брюґель (Brueghel)              | 1996 HT14            | 17 квітня 1996    | Обсерваторія Ла-Сілья           | Ерік Вальтер Ельст                                     |
| 9665 Інастроновіни (Inastronoviny)   | 1996 LA              | 5 червня 1996     | Обсерваторія Клеть              | Обсерваторія Клеть                                     |
| (9666) 1997 GM22                     | 1997 GM22            | 6 квітня 1997     | Сокорро (Нью-Мексико)           | LINEAR                                                 |
| 9667 Амастрінк (Amastrinc)           | 1997 HC16            | 29 квітня 1997    | Обсерваторія Кітт-Пік           | Spacewatch                                             |
| 9668 Tianyahaijiao                   | 1997 LN              | 3 червня 1997     | Станція Сінлун                  | SCAP                                                   |
| 9669 Симетрія (Symmetria)            | 1997 NC3             | 8 липня 1997      | Прескоттська обсерваторія       | Пол Комба                                              |
| 9670 Магні (Magni)                   | 1997 NJ10            | 10 липня 1997     | Станція Кампо Імператоре        | Андреа Боаттіні                                        |
| 9671 Hemera                          | 1997 TU9             | 5 жовтня 1997     | Обсерваторія Ондржейов          | Ленка Коткова                                          |
| 9672 Rosenbergerezek                 | 1997 TA10            | 5 жовтня 1997     | Обсерваторія Ондржейов          | Петр Правец                                            |
| 9673 Кунісімакото (Kunishimakoto)    | 1997 UC25            | 25 жовтня 1997    | Обсерваторія Кійосато           | Сатору Отомо                                           |
| 9674 Словенія (Slovenija)            | 1998 QU15            | 23 серпня 1998    | Обсерваторія Чрні Врх           | Обсерваторія Чрні Врх                                  |
| (9675) 1998 QK36                     | 1998 QK36            | 17 серпня 1998    | Сокорро (Нью-Мексико)           | LINEAR                                                 |
| 9676 Ейкман (Eijkman)                | 2023 P-L             | 24 вересня 1960   | Паломарська обсерваторія        | К. Й. ван Гаутен, І. ван Гаутен-Ґроневельд, Т. Герельс |
| 9677 Ґоуландгопкінс (Gowlandhopkins) | 2532 P-L             | 24 вересня 1960   | Паломарська обсерваторія        | К. Й. ван Гаутен, І. ван Гаутен-Ґроневельд, Т. Герельс |
| 9678 ван дер Мер (van der Meer)      | 2584 P-L             | 24 вересня 1960   | Паломарська обсерваторія        | К. Й. ван Гаутен, І. ван Гаутен-Ґроневельд, Т. Герельс |
| 9679 Крутцен (Crutzen)               | 2600 P-L             | 24 вересня 1960   | Паломарська обсерваторія        | К. Й. ван Гаутен, І. ван Гаутен-Ґроневельд, Т. Герельс |
| 9680 Моліна (Molina)                 | 3557 P-L             | 22 жовтня 1960    | Паломарська обсерваторія        | К. Й. ван Гаутен, І. ван Гаутен-Ґроневельд, Т. Герельс |
| 9681 Шервудроуленд (Sherwoodrowland) | 4069 P-L             | 24 вересня 1960   | Паломарська обсерваторія        | К. Й. ван Гаутен, І. ван Гаутен-Ґроневельд, Т. Герельс |
| 9682 Ґравесанде (Gravesande)         | 4073 P-L             | 24 вересня 1960   | Паломарська обсерваторія        | К. Й. ван Гаутен, І. ван Гаутен-Ґроневельд, Т. Герельс |
| 9683 Рамбальдо (Rambaldo)            | 4099 P-L             | 24 вересня 1960   | Паломарська обсерваторія        | К. Й. ван Гаутен, І. ван Гаутен-Ґроневельд, Т. Герельс |
| 9684 Олісляґерс (Olieslagers)        | 4113 P-L             | 24 вересня 1960   | Паломарська обсерваторія        | К. Й. ван Гаутен, І. ван Гаутен-Ґроневельд, Т. Герельс |
| 9685 Кортевеґ (Korteweg)             | 4247 P-L             | 24 вересня 1960   | Паломарська обсерваторія        | К. Й. ван Гаутен, І. ван Гаутен-Ґроневельд, Т. Герельс |
| 9686 Кеезом (Keesom)                 | 4604 P-L             | 24 вересня 1960   | Паломарська обсерваторія        | К. Й. ван Гаутен, І. ван Гаутен-Ґроневельд, Т. Герельс |
| 9687 Уленбек (Uhlenbeck)             | 4614 P-L             | 24 вересня 1960   | Паломарська обсерваторія        | К. Й. ван Гаутен, І. ван Гаутен-Ґроневельд, Т. Герельс |
| 9688 Ґоудсміт (Goudsmit)             | 4665 P-L             | 24 вересня 1960   | Паломарська обсерваторія        | К. Й. ван Гаутен, І. ван Гаутен-Ґроневельд, Т. Герельс |
| 9689 Фройдентал (Freudenthal)        | 4831 P-L             | 24 вересня 1960   | Паломарська обсерваторія        | К. Й. ван Гаутен, І. ван Гаутен-Ґроневельд, Т. Герельс |
| 9690 Хаутґаст (Houtgast)             | 6039 P-L             | 24 вересня 1960   | Паломарська обсерваторія        | К. Й. ван Гаутен, І. ван Гаутен-Ґроневельд, Т. Герельс |
| 9691 Зваан (Zwaan)                   | 6053 P-L             | 24 вересня 1960   | Паломарська обсерваторія        | К. Й. ван Гаутен, І. ван Гаутен-Ґроневельд, Т. Герельс |
| 9692 Куперус (Kuperus)               | 6354 P-L             | 24 вересня 1960   | Паломарська обсерваторія        | К. Й. ван Гаутен, І. ван Гаутен-Ґроневельд, Т. Герельс |
| 9693 Блікер (Bleeker)                | 6547 P-L             | 24 вересня 1960   | Паломарська обсерваторія        | К. Й. ван Гаутен, І. ван Гаутен-Ґроневельд, Т. Герельс |
| 9694 Lycomedes                       | 6581 P-L             | 26 вересня 1960   | Паломарська обсерваторія        | К. Й. ван Гаутен, І. ван Гаутен-Ґроневельд, Т. Герельс |
| 9695 Джонхейз (Johnheise)            | 6583 P-L             | 24 вересня 1960   | Паломарська обсерваторія        | К. Й. ван Гаутен, І. ван Гаутен-Ґроневельд, Т. Герельс |
| 9696 Жаффі (Jaffe)                   | 6628 P-L             | 24 вересня 1960   | Паломарська обсерваторія        | К. Й. ван Гаутен, І. ван Гаутен-Ґроневельд, Т. Герельс |
| 9697 Лоувмен (Louwman)               | 1295 T-1             | 25 березня 1971   | Паломарська обсерваторія        | К. Й. ван Гаутен, І. ван Гаутен-Ґроневельд, Т. Герельс |
| 9698 Ідзерда (Idzerda)               | 2205 T-1             | 25 березня 1971   | Паломарська обсерваторія        | К. Й. ван Гаутен, І. ван Гаутен-Ґроневельд, Т. Герельс |
| 9699 Баумгауер (Baumhauer)           | 3036 T-1             | 26 березня 1971   | Паломарська обсерваторія        | К. Й. ван Гаутен, І. ван Гаутен-Ґроневельд, Т. Герельс |
| 9700 Пех (Paech)                     | 3058 T-1             | 26 березня 1971   | Паломарська обсерваторія        | К. Й. ван Гаутен, І. ван Гаутен-Ґроневельд, Т. Герельс |

| Астероїди 1—10000 → |           |           |           |           |           |           |           |           |            |
| 1—100               | 1001—1100 | 2001—2100 | 3001—3100 | 4001—4100 | 5001—5100 | 6001—6100 | 7001—7100 | 8001—8100 | 9001—9100  |
| 101—200             | 1101—1200 | 2101—2200 | 3101—3200 | 4101—4200 | 5101—5200 | 6101—6200 | 7101—7200 | 8101—8200 | 9101—9200  |
| 201—300             | 1201—1300 | 2201—2300 | 3201—3300 | 4201—4300 | 5201—5300 | 6201—6300 | 7201—7300 | 8201—8300 | 9201—9300  |
| 301—400             | 1301—1400 | 2301—2400 | 3301—3400 | 4301—4400 | 5301—5400 | 6301—6400 | 7301—7400 | 8301—8400 | 9301—9400  |
| 401—500             | 1401—1500 | 2401—2500 | 3401—3500 | 4401—4500 | 5401—5500 | 6401—6500 | 7401—7500 | 8401—8500 | 9401—9500  |
| 501—600             | 1501—1600 | 2501—2600 | 3501—3600 | 4501—4600 | 5501—5600 | 6501—6600 | 7501—7600 | 8501—8600 | 9501—9600  |
| 601—700             | 1601—1700 | 2601—2700 | 3601—3700 | 4601—4700 | 5601—5700 | 6601—6700 | 7601—7700 | 8601—8700 | 9601—9700  |
| 701—800             | 1701—1800 | 2701—2800 | 3701—3800 | 4701—4800 | 5701—5800 | 6701—6800 | 7701—7800 | 8701—8800 | 9701—9800  |
| 801—900             | 1801—1900 | 2801—2900 | 3801—3900 | 4801—4900 | 5801—5900 | 6801—6900 | 7801—7900 | 8801—8900 | 9801—9900  |
| 901—1000            | 1901—2000 | 2901—3000 | 3901—4000 | 4901—5000 | 5901—6000 | 6901—7000 | 7901—8000 | 8901—9000 | 9901—10000 |